# Žalm 67
Žalm 67 („Kéž je nám Bůh milostiv“, podle řeckého číslování 66) je součást biblické knihy žalmů. Je nadepsán: „Pro předního zpěváka za doprovodu strunných nástrojů. Zpívaný žalm.“ a jeho obsahem je prosba o Boží požehnání a milosrdenství, a také o to, aby Hospodina uctívaly všechny národy světa. Přes svou krátkost (osm veršů) je literárně velmi důmyslně vystavěn, využívá například refrénu („Kéž ti, Bože, lidé vzdají chválu“). V římskokatolické církvi je znám pod latinským incipitem Deus misereatur a je užíván mimo jiné v liturgii hodin. Je velmi oblíbený v protestantských církvích, například Martin Luther na něj složil parafrázi Es wolle Gott uns gnädig sein, která je v luteránských církvích doposud užívaná jako hymnus.
V Evangelickém zpěvníku je přebásnění žalmu od Jiřího Strejce (1536–1599) pod názvem Ó Pane, smiluj se nad námi.
Žalm zhudebnil Stanislav Klecandr s textem převzatým z Českého ekumenického překladu Bible a se skupinou Oboroh ho nahrál na album Kámen (1996).

## V judaismu

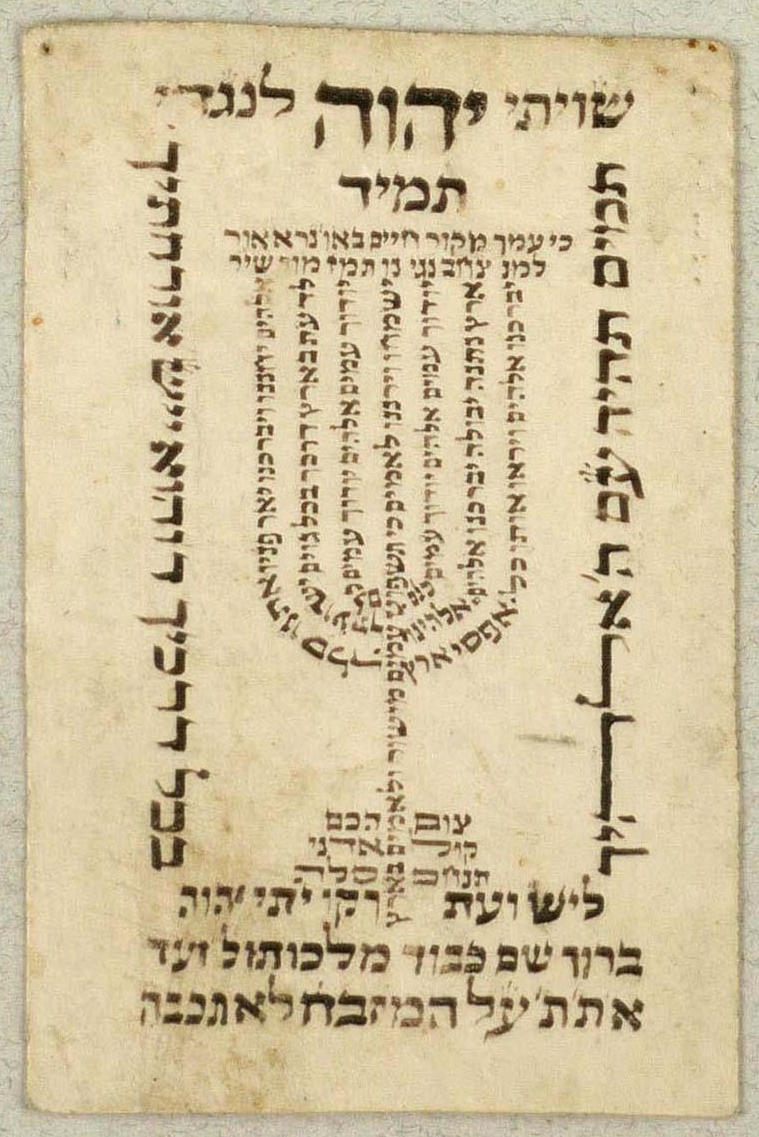
Žalm 67 zapsaný hebrejsky do tvaru menory jako součást šiviti.

V židovské liturgii je žalm součástí pořádku modliteb na zakončení šabatu a modliteb doprovázejících požehnání měsíce. V mnoha komunitách se rovněž recituje na závěr společné modlitby ranní nebo odpolední.
Vzhledem k tomu, že žalm má v hebrejštině 49 slov a prostřední verš navíc 49 písmen, bývá tento žalm recitován i v liturgii počítání omeru po 49 dní od svátku pesach do svátku šavu'ot. Při této recitaci se doporučuje věnovat zvýšené soustředění (kavanu) na jedno slovo žalmu a jedno písmeno prostředního verše odpovídající pořadím příslušnému dni omeru.
Na základě symetrické struktury sedmiverší a některých symbolických náznaků v textu vznikla tradice zapisovat žalm tak, že řádky textu vytvoří tvar menory. Čtení žalmu z takto zapsané předlohy přikládají kabalisté zvláštní význam, proto je toto zpodobení žalmu často zařazeno do siduru nebo zobrazeno na liturgických předmětech.